# Nur für Dich (1994)
Nur für Dich (Originaltitel: Only You) ist ein Liebesfilm von Regisseur Norman Jewison aus dem Jahr 1994 mit Marisa Tomei und Robert Downey Jr. in den Hauptrollen.

## Handlung
Als die 9-jährige Faith Corvatch aus Pittsburgh mit ihrem Bruder Larry an einem Ouija-Brett spielt und von diesem Buchstaben abliest, die den Namen Damon Bradley ergeben, ist sie davon überzeugt, dass es sich bei dieser Person um ihren Seelenverwandten, ihre „zweite Hälfte“ handeln muss, den das Schicksal für sie bestimmt hat. Als sie 11 Jahre alt ist, wird ihr der Name nochmals von einer Wahrsagerin auf einem Jahrmarkt genannt. 14 Jahre später ist Faith eine Lehrerin und hat sich gerade mit Dwayne, einem Arzt, verlobt. 10 Tage vor ihrer geplanten Hochzeit bekommt sie einen Anruf von einem Schulfreund ihres Verlobten, der sich gerade auf dem Flughafen befindet. Er stellt sich als Damon Bradley vor und sei gerade auf dem Weg nach Venedig. 
Faith, die gerade bei der Anprobe ihres Hochzeitskleides war, stürmt ohne sich umzuziehen zum Flughafen, verpasst jedoch knapp den Flug von Bradley. Sie ruft ihre Schwägerin Kate an, die ihr ein paar Sachen und ihren Reisepass einpacken und zum Flughafen bringen soll, da sie die nächste Maschine nach Venedig nehmen will, um ihm hinterherzufliegen. Kate entscheidet sich dazu sie zu begleiten – sie ist mit Faiths Bruder Larry verheiratet und mit diesem schon lange nicht mehr glücklich. 
In Venedig angekommen, ist Bradley schon wieder abgereist und sie folgen ihm nach Rom. Kate lernt dort den Geschäftsmann Giovanni kennen und lebt mit ihm eine Romanze aus. Faith lernt in Rom einen Mann kennen, der vorgibt Damon Bradley zu sein, später stellt sich heraus, dass er ein Schuhhändler mit dem Namen Peter Wright ist. Er gibt an, sich als Bradley ausgegeben zu haben, weil er sich auf den ersten Blick in Faith verliebt hatte und seine Notlüge die einzige Möglichkeit war, sie wiederzusehen. Faith hält sein Verhalten nicht für entschuldbar und will nichts mehr von ihm wissen. Schon am Tag darauf will sie Italien wieder verlassen, doch gerade als sie abfahren will, hält Peter sie auf und erklärt ihr, dass er jetzt den richtigen Damon Bradley für sie gefunden habe. Giovanni fährt nun in seinem Auto Faith, Kate und Peter nach Positano, wo Bradley sich aufhalten soll. 
In einem Hotel in Positano treffen sie schließlich auf den Gesuchten und Faith verabredet sich mit dem vermeintlich echten Damon Bradley. Peter beobachtet die beiden argwöhnisch, und als er am Abend zusehen muss, wie er Faith begrapscht, geht er auf diesen los. Am Ende des Handgemenges kommt heraus, dass auch dieser Damon Bradley nicht der Echte ist, sondern Peters Bekannter Harry, den er nach Positano dirigiert hatte, um sich Faith hier als Damon Bradley zu präsentieren. So konnte Peter verhindern, dass sie Italien verlässt und mit ihr weiter zusammen sein. Faith ist enttäuscht und über Peters erneute Lüge verärgert. Am nächsten Morgen schickt Faith noch ein Telegramm in die Heimat um ihre Hochzeit abzusagen. Giovanni verlässt mit Peter das Hotel. Kurz darauf kommt ein Taxi mit Kates Mann Larry an, der sie aufgrund ihrer Kreditkartenabrechnungen in Italien aufgespürt hatte. Larry sagt ihr, dass er sie liebt und nicht verlieren will. 
Nachdem auch Faith abgereist ist, gesteht Larry Kate, dass der Name Damon Bradley nie etwas mit dem Schicksal zu tun hatte, vielmehr war alles nur ein Scherz, hinter dem er steckte: Als Kind hatte er das Ouija-Brett so beeinflusst, dass es den Namen Damon Bradley anzeigte und später hatte er die Wahrsagerin bezahlt, damit diese ihr nochmals diesen Namen nannte. 
Faith und Peter sind für ihre Rückreise inzwischen unabhängig voneinander am Flughafen angekommen, als plötzlich eine Durchsage gemacht wird, in der Damon Bradley zur Information gebeten wird. Beide stürmen zur Information, wo sie aufeinandertreffen und nun wirklich auch einen echten Damon Bradley kennenlernen. Peter stellt beide einander vor und macht sich enttäuscht auf den Weg zu seinem Rückflug. Als Damon Faith fragt, ob sie Peter liebt, erkennt sie, dass sie ihn tatsächlich liebt und sie nur der Illusion Damon Bradley nachgejagt war. Sie eilt zur Maschine von Peter, die jedoch bereits abgefertigt ist und kurz vor dem Abflug steht. Faith macht dem Flughafenpersonal klar, dass der Mann, den sie liebt, in der Maschine sitzt. Das Flugzeug wird gestoppt und das Personal bringt Faith zur Maschine. Faith steigt ein und überrascht Peter, der sie in die Arme nimmt und küsst.

## Hintergrund
- Die im Film zitierte Strophe des Gedichts stammt aus Du im Voraus verlorne Geliebte von Rainer Maria Rilke.
- Der Film enthält eine Referenz auf die bekannte Szene mit der Steinmaske Bocca della Verità aus dem Spielfilm Ein Herz und eine Krone von 1953.
- Die Dreharbeiten fanden vom 30. August 1993 bis 8. Dezember 1993 in Studios und an Originalschauplätzen in Italien und den USA statt. Der Film spielte in den Kinos der USA rund 20 Millionen US-Dollar ein.[1][2]

## Kritiken
Roger Ebert schrieb in der Chicago Sun-Times vom 7. Oktober 1994, dass der Film zu den in dieser Zeit seltenen, leichtherzigen Romanzen gehöre. Er lobte die Darstellungen von Marisa Tomei und Robert Downey Jr. sowie die liebevollen Bilder der italienischen Drehorte.